# Цзянлэ
Цзянлэ́ (кит. упр. 将乐, пиньинь Jiānglè) — уезд городского округа Саньмин провинции Фуцзянь (КНР).

## География
Значительную часть территории уезда занимают горы и леса. 

## История
В эпоху Троецарствия, когда эти земли входили в состав государства У, уезд Цзянлэ был выделен из уезда Цзяньань. Во времена империи Суй он был в 593 году присоединён к уезду Шаоу. 
Во времена империи Тан уезл был в 622 году создан вновь, но уже в 624 году был вновь присоединён к уезду Шаоу. В 688 году уезд Цзянлэ был создан в третий раз, но в 808 году он был разделён между уездами Шаоу и Цзяньань. В 810 году уезд был воздан в четвёртый раз.
В эпоху Пяти династий и десяти царств, когда эти земли входили в состав государства Минь, уезд был в 945 году поднят в статусе и стал Юнчжоуской областью (镛州). Когда эти земли оказались в составе государства Южная Тан, то область была вновь понижена в статусе до уезда.
После вхождения этих мест в состав КНР был образован Специальный район Наньпин (南平专区), и уезд вошёл в его состав. В июле 1970 года уезд перешёл в состав Специального района Саньмин (三明专区). В декабре 1970 года Специальный район Саньмин был переименован в Округ Саньмин (三明地区).
Постановлением Госсовета КНР от апреля 1983 года округ Саньмин был преобразован в городской округ.

## Административное деление
Уезд делится на 6 посёлков и 7 волостей.

## Экономика
Развиты сельское и лесное хозяйство, туризм.

## Достопримечательности
- Природный заповедник Лунцишань[4]